# Sobór św. Mikołaja w Nicei

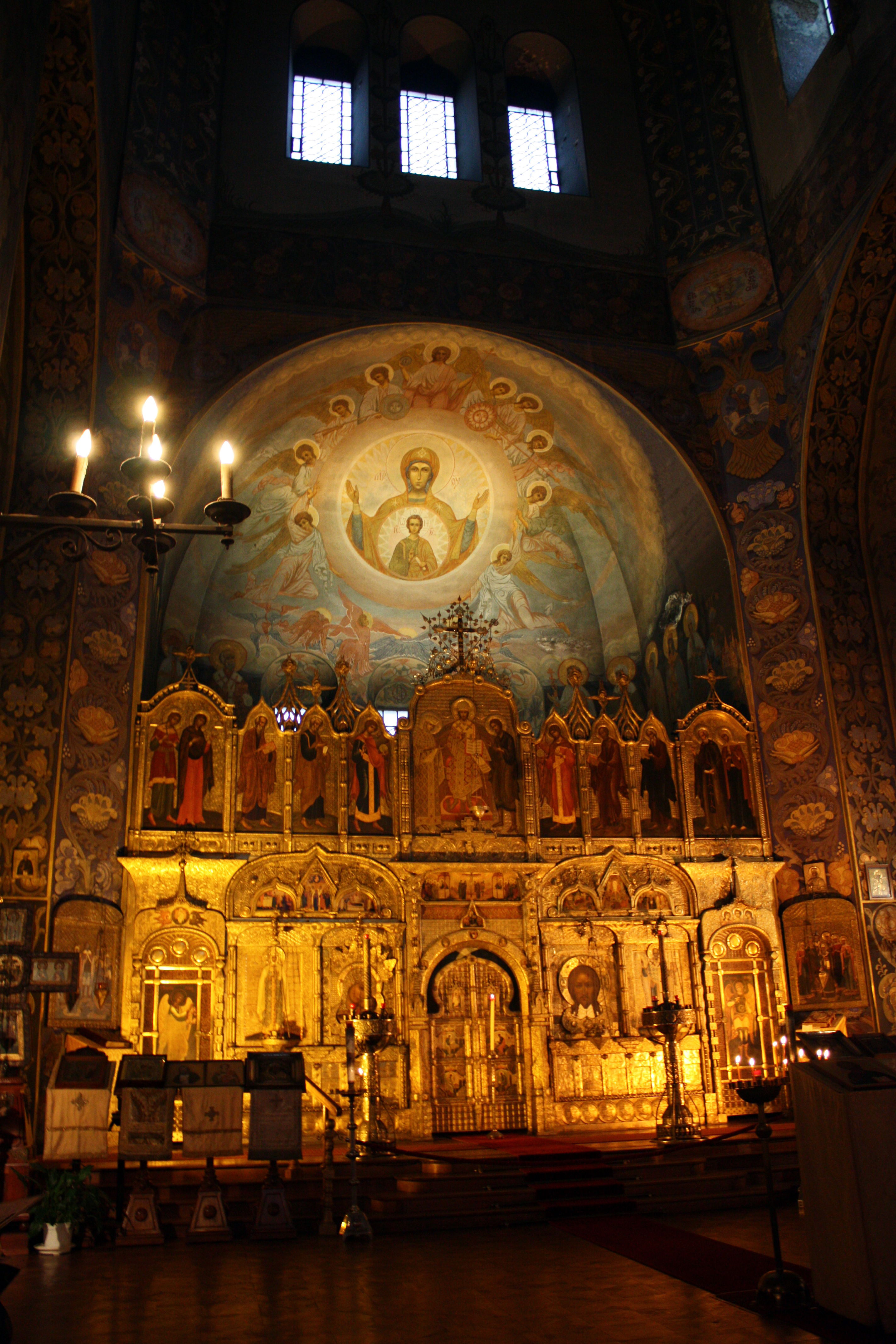
Wnętrze soboru

Sobór św. Mikołaja – cerkiew prawosławna w Nicei, wzniesiona w 1912 na miejscu willi, w której zmarł carewicz Nikołaj Aleksandrowicz, syn Aleksandra II. Od 1987 ma status zabytku. Znajduje się przy dawnym bulwarze Carewicza, obecnie bulwarze Mikołaja II. Należy do eparchii chersoneskiej Rosyjskiego Kościoła Prawosławnego.

## Historia
W II połowie XIX wieku w Nicei na stałe osiadła duża grupa Rosjan, licząca ok. 150 arystokratycznych rodzin. W 1856 caryca Aleksandra Fiodorowna ogłosiła zbiórkę pieniędzy na budowę dla nich cerkwi pod wezwaniem św. Mikołaja i św. Aleksandry.
Caryca sama ufundowała ikonostas z malowidłami N. Wasiliewa. Cerkiew została uroczyście otwarta w 1860, jednak już po kilku latach okazała się za mała dla stale wzrastającej społeczności prawosławnej.
W 1865 zmarł w czasie wakacji w Nicei carewicz Nikołaj Aleksandrowicz. Jego ojciec, car Aleksander II, wykupił willę Bermonda – budynek, w którym carewicz spędził swoje ostatnie dni, i sfinansował wzniesienie kaplicy prawosławnej. W 1903 na jej miejscu zaczęto budować o wiele większy sobór, naśladujący w swojej architekturze sobór Wasyla Błogosławionego. W 1912 budynek został otwarty dla wiernych. W latach 1923–2011 opiekunem cerkwi było rosyjskie stowarzyszenie kulturalne, związane ze środowiskiem białej emigracji. Jednak od 2008 rząd Federacji Rosyjskiej domagał się formalnego zwrotu gruntu, na którym stoi sobór, wskazując na fakt, że został on przed rozpoczęciem budowy wykupiony przez carską rodzinę panującą. Ze względu na fakt, że cerkiew podlegała patriarsze Konstantynopola (wchodziła w skład Zachodnioeuropejskiego Egzarchatu Cerkwi Rosyjskich), a nie Rosyjskiej Cerkwi Prawosławnej, parafianie postrzegali roszczenia rządowe jako nieuzasadnione i przedawnione. Istotnym czynnikiem była również niechęć między środowiskami białej emigracji rosyjskiej we Francji, dla której cerkiew jest ważnym ośrodkiem kultu, oraz powstałej po upadku ZSRR warstwy bogatych Rosjan, którą emigranci postrzegają jako sterujących państwem rosyjskim, a zarazem skorumpowanych i pozbawionych patriotyzmu.
20 stycznia 2010 sąd w Nicei uznał Federację Rosyjską za jedynego prawnego właściciela soboru św. Mikołaja oraz gruntu, na którym znajduje się cerkiew. W 2011 wyrok ten podtrzymał sąd apelacyjny w Aix-en-Provence. Mimo wydanych orzeczeń, zarządzające soborem stowarzyszenie Rosjan na emigracji odmówiło przekazania obiektu.
30 czerwca 2011, wskutek pogarszającego się stanu technicznego soboru, po oderwaniu się od jego południowej ściany dwumetrowej części, budynek został czasowo zamknięty. Dwa tygodnie później obiekt otwarto ponownie. Portal Interfax poinformował jednak, że stan obiektu jest nadal bardzo zły, wskazując m.in. na niszczenie zabytkowych fresków przez grzyb.
Wieloletni spór o sobór zakończył się w grudniu 2011 przekazaniem kluczy do niego przedstawicielom Patriarchatu Moskiewskiego. Stowarzyszenie wniosło skargę kasacyjną, która została oddalona w kwietniu 2013, definitywnie zamykając spór o budynek.

## Architektura
Sobór reprezentuje styl staroruski. Ma pięć kopuł zgrupowanych wokół centralnej. Został wzniesiony na planie krzyża greckiego. Z zewnątrz jest bogato zdobiony oślimi grzbietami, płaskorzeźbami, obramowaniami okiennymi, malowany na czerwono, biało i zielono (kopuły). Wejście do obiektu prowadzi przez dwa równolegle położone przedsionki zwieńczone strzelistymi wieżyczkami. Dzwonnica cerkiewna jest wkomponowana w całość budynku i położona między przedsionkami, także wykończona kopułą. We wnętrzu zachowało się kompletne wyposażenie z ikonostasem z początku XX wieku, dekoracjami w postaci złoceń i mozaik, wykonanymi przez artystę o nazwisku Pianowski.
Sobór św. Mikołaja w Nicei jest największą cerkwią w stylu rosyjskim wzniesioną poza Rosją.